# Matteo Bugli
Matteo Bugli (Rimini, 10 marzo 1983) è un ex calciatore sammarinese, di ruolo centrocampista.

## Carriera

### Club
Dal 2003 al 2005 gioca nel Domagnano. Con questa squadra nel 2003 gioca una partita nei turni preliminari della Coppa UEFA 2003-2004 contro la Torpedo Mosca. Dal 2006 al 2009 gioca invece nell'Olympia Secchiano. Nel 2009 si trasferisce al Verucchio.

### Nazionale
Con la nazionale sammarinese Under-19 ha giocato una partita di qualificazione agli Europei di categoria del 2002. Con la nazionale maggiore ha giocato 17 incontri tra amichevoli, qualificazione agli Europei del 2008 e qualificazione al Mondiale 2010.

## Palmarès

### Club

#### Competizioni nazionali
- Campionato sammarinese: 1

Domagnano: 2004-2005
- Trofeo Federale: 1

Domagnano: 2004